# 月半小夜曲
《月半小夜曲》（日语：ハーフムーン･セレナーデ），是日本歌手河合奈保子于1986年11月发布的第26首单曲，由河合奈保子親自作曲。

## 影響
此歌讓河合奈保子的形象從清純偶像轉為藝術家。

## 翻唱版本

### 李克勤版
1987年，香港男歌手李克勤推出中文翻唱版本，定名《月半小夜曲》，改編自日本女歌手河合奈保子作曲並主唱的同名单曲，填詞為向雪懷，編曲杜自持。並收錄於專輯《命運符號》中，是李克勤的首本名曲之一。1989年李克勤再度重新灌錄此歌後再度深受歡迎，即成为其經典歌曲。
李克勤在香港電台電視節目《我們都是這樣唱大的II》向主持人區瑞強透露，當年《月半小夜曲》原本由關正傑主唱（關正傑於同年退出歌壇），其後輾轉由李克勤主唱。
《月半小夜曲》的中日两版是相同意思，歌曲及歌詞均表現出幽怨和傷感，描繪出故事的主人翁跟伴侶分手的傷痛經歷。

### 其他版本
《月半小夜曲》有多個翻唱版本，以下為較著名的版本：
- 陳百強 (1991) ，在《邁向銀禧迎台慶》與李克勤互相唱對方的歌，李克勤則唱陳百强的《一生何求》[3]
- 容祖兒（2002），在《拉闊音樂演唱會》與李克勤合唱 [4]
- 鄧紫棋（2004），13歲就讀中學時期，便以本名「鄧詩穎」在校內參賽演唱，僅短短收錄23秒片段。除此之外，並添加絲帶舞表演。[5][6]
- 陳慧嫻（2008），在她的《陳慧嫻活出生命II 演唱會》中演繹，這個版本普遍認為是非常高水準之作，堪比原唱，在中國大陸傳唱度較高[7]。
- 陳樂基（2014），在《中國好聲音第三季》中演唱，令評判一致讚賞，並且在中國大陸很受歡迎。原本《月半小夜曲》的風格應為傷感，而陳樂基版本則表現得非常激昂。
- Lân Nhã（2015），翻唱越南版，歌名:情濃 Tình Nồng
- 容祖兒（2016），在湖南衛視《我是歌手4》第七期演唱，並獲得該集的觀眾票選第三名、歌手互投第二名。
- 林秉材（2017），专辑《误会》的其中一首歌，改编词：向雪怀（采用原版歌詞），由南方唱片机构发行。
- 胡杏兒（2018），在湖南卫视《亲爱的.客栈2》第3期中翻唱。
- 周深（2019），在东方卫视《我们的歌》节目中与李克勤合唱，两人成为当期节目的擂主（第一名）。[8]
- 林君蓮和林智樂（2021），在《聲夢傳奇》比賽在第四輪比賽合唱。
- 伍珂玥和賀三 （2021），在《中國好聲音》與李克勤在總決賽合唱，也讓伍珂玥拿下總冠軍
- 茱莉雅·阮（Julia Nguyễn）（2021），翻唱越南版，歌名: 朏夜曲 Trăng Khuyết Dạ Khúc（喃字：𢁋缺夜曲）[9]
- 檀健次（2022）在《你好 星期六》節目中演唱。